# Skärholmen (district)
Skärholmen est un des 11 districts de la ville de Stockholm en Suède,,

## Situation
Le district est à environ 13 kilomètres au sud-ouest du centre-ville.
À l'ouest, le district est bordé par le lac Mälaren.
Le district comprend les quartiers de Bredäng, Sätra, Skärholmen et Vårberg. 
Le comité de district a commencé ses activités le 1er janvier 1997.
Le quartier est relié au centre-ville par une ligne du métro de Stockholm depuis le milieu des années 1960.
Skärholmen est un district comptant 37 151 habitants au 31 décembre 2022 pour une superficie de 8,86 km2.